# Techsnabexport
La compagnie russe Techsnabexport ((ru)Техснабэкспорт) ou TENEX est une compagnie d'état fondée en 1963 qui commercialise à l'exportation pour la Russie les combustibles nucléaires et les services de traitement du combustible. 

## Mission
La compagnie exporte des biens et des services produits par les entreprises de la Russie contrôlées par l'agence fédérale de l'énergie atomique incluant les matériaux nucléaires, la technologie nucléaire, médicale et d'autres équipements utilisant les éléments radioactifs.

## Organisation
Le 19 janvier 2007, le parlement russe a adopté une nouvelle loi "Sur les spécificités de la gestion et de la capitalisation des organisations utilisant l'énergie nucléaire et sur les changements de certains textes de la législation de la fédération russe" ce qui a permis de créer le consortium Atomenergoprom, qui regroupe toute l'industrie nucléaire civile russe :
- Techsnabexport TENEX,
- Rosenergoatom le producteur d'énergie nucléaire,
- TVEL le producteur de combustible nucléaire,
- Atomstroyexport le constructeur des installations nucléaires à l'exportation.

À l'heure actuelle, le Directeur Général de TENEX est Alexey Grigoriev.